# 違法性の意識
違法性の意識（いほうせいのいしき、Recognition of illegality）とは、自己の行為が刑法上禁止されているものであると認識していることである。

## 主な学説の見解
学説は、違法性の意識（又はその可能性）を、故意の要素 ( Vorsatzmerkmal ) として位置づける見解（故意説）と責任の要件 ( Schuldmerkmal ) に位置づける見解（責任説）に大別される。
故意説は、違法性の意識を故意の要素とする「厳格故意説」と違法性の意識の可能性を故意の要素とする「制限故意説」に分かれる。
一方、責任説は、違法性の意識の可能性を、故意犯及び過失犯に共通の責任要素とするものであるが、それはさらに、違法性阻却事由該当事実の誤信について故意の阻却を否定し、違法性の錯誤として、違法性の意識の可能性の有無を基準に責任の有無を決する「厳格責任説」と違法性阻却事由該当事実の誤信について故意の阻却を肯定する「制限責任説」に分かれる。

### 故意説

#### 厳格故意説
この説は、違法性の意識（実行行為が法律に違反するという意識）があるにもかかわらず、敢えて違法行為を実行するところに、故意犯として非難すべき根拠があると解する。
つまり、違法性の意識の有無は、故意と過失とを分かつ分水嶺であると考えることができ、「敢えて行った」ことに対して故意を厳格に認めるべきであるという見解である。

厳格故意説によると、刑法38条3項は「法規の認識」が不要であることを定めたものと解されることになる。
しかし、この学説には以下の批判がある。

- 常習犯や確信犯には、そもそも違法性の意識がないため、故意犯の成立が否定される。

- 違法でないと軽信しただけで故意犯の成立が否定されうる。

- 刑法38条3項が上記のように単なる確認規定であると解するのは、現行刑法の解釈として疑問がある。

- この説によると、高度の法的知識を備えた者のみに故意を認めうることともなり、妥当ではない。

したがって、違法性の意識を故意の要件とすることには問題がある。
そこで、こうした批判を意識した見解は、違法性の意識の内容を緩和し、法的な禁止の認識のみならず、前法的な規範違反（社会的有害性など）の認識で足りるとしている。

なお、「違法性の意識を欠いたことに過失があった」場合、故意犯の成立が否定されるだけなので、(過失処罰規定があれば)過失犯が成立する余地はあることになる。

#### 制限故意説
違法性の意識は故意の要件としては不要であるが、その可能性が故意の要件であるとする見解である。
原則として違法性の錯誤は責任故意を阻却しないが、違法性の意識の可能性すらない場合には故意犯は成立しないとする。

これは、違法性の現実の意識を不要とすることで具体的な結論の妥当性を担保しようとするものであるが、「可能性」概念を故意に取り込むことには疑問があるし、違法性の意識の可能性がない場合、過失犯の成立が肯定されるのかに疑問があるとの批判が可能。

### 責任説
違法性の意識の認識可能性を故意・過失共通の独立した責任要素であると解する見解を責任説という。
この説では、犯罪事実の認識は故意そのものであり、違法性を認識すべきものであるので、違法性の意識の有無が行為を行った時点であったかどうかは責任非難の質的差異をもたらすものではないと考える。
つまり、現実にその行為の違法性を認識していたか否かを問わず、故意犯としての責任を免れないことになるのである。

刑法38条3項は、違法性の意識の可能性の有無にかかわらず故意が阻却されないことを定めたもので、刑法38条3項但書は、違法性の意識を認識することが困難である場合には非難可能性が減少するため、刑を減軽することを定めたものであると解する。
違法性の意識の可能性すら存在していなかったとされる場合には、非難可能性がなく、刑法38条3項但書の趣旨から、責任阻却が肯定されると解する。

#### 厳格責任説
責任説を厳格に貫き、違法性阻却事由該当事実の認識は故意とは無関係な責任要素であるから、その誤信に回避可能性がある場合（つまり違法性の意識の可能性がある場合）にのみ責任阻却が肯定されるとする見解である。
この見解によれば、構成要件的故意が肯定される場合には、故意犯が成立するか不可罰となるかの二者択一であり、過失犯が成立することはないことになる。

#### 制限責任説
厳格責任説を採ると妥当でない結論に至ることを踏まえ、違法性阻却事由該当事実の誤信は故意を阻却するとする見解である。
この見解によれば、誤想防衛や誤想避難について故意阻却が肯定されることとなる。

## 判例
判例は、違法性の意識に触れておらず、その可能性も要求しており、違法性の意識は不要であると解されている（違法性の意識不要説）。
しかし、大審院の判例（大判昭和7年8月4日、大審院刑事判例集11巻1153頁）以後の下級審判決では、違法性の意識までは必要ないとしても、違法性の意識の可能性は少なくとも必要であるという判決が多数ある。これら下級審の判例では、映倫管理委員会の審査を通過した映画を上映する場合には、その映画が刑法174条における公然わいせつには該当しないと信ずるに値するので、174条を犯す意思はなかったとした判例である黒い雪事件（東京高判昭和44年9月17日、高等裁判書判決22巻4号595頁）に代表されるように、制限故意説が主流となっているとも理解されている。しかし、端的な責任阻却という理由を採らず故意阻却としたのは、刑法38条1項という法文にその手がかりを求めたに過ぎないとも解されるので、必ずしも制限故意説を採るものとは言えず、制限責任説からも同じ結論が導かれる。